# Juan Aldama, Zacatecas
Juan Aldama är en ort i Mexiko.   Den ligger i kommunen Juan Aldama och delstaten Zacatecas, i den centrala delen av landet, 700 km nordväst om huvudstaden Mexico City. Juan Aldama ligger 2 000 meter över havet och antalet invånare är 14 162.
Terrängen runt Juan Aldama är platt västerut, men österut är den kuperad. Runt Juan Aldama är det ganska glesbefolkat, med 35 invånare per kvadratkilometer. Juan Aldama är det största samhället i trakten. Omgivningarna runt Juan Aldama är i huvudsak ett öppet busklandskap.